# Општина Прундени (Валча)
Прундени (рум. Prundeni) општина је у Румунији у округу Валча.
Oпштина се налази на надморској висини од 167 m.